# Рожков, Игорь Александрович
Игорь Александрович Рожков (бел. Ігар Аляксандравіч Ражкоў; 24 июня 1981, Могилёв, СССР) — белорусский футболист, защитник; ныне тренер клуба «Арсенал» (Дзержинск).

## Карьера
В 1999 году начал карьеру футболиста в составе могилёвского «Днепра-2». Позднее выступал в основной команде, а также в могилёвском «Вейно», затем перешёл в минское «Динамо». С 2006 года по 2008 год защищал цвета ФК «Кривбасс» из Кривого Рога, в 2009 году вернулся на родину, заключив контракт с «Шахтёром» из Солигорска. Долгое время был игроком основы горняков, выступал на позиции опорного полузащитника. В сезоне 2012 выступал в качестве правого защитника, в 2013 году потерял место в основе.
В феврале 2014 года перешёл в бобруйскую «Белшину». Стал преимущественно играть на позиции левого защитника, иногда выходил в полузащите. В январе 2015 года покинул клуб.
В 2015 году стал игроком брестского «Динамо». Смог закрепиться в центре полузащиты динамовцев. По окончании сезона покинул команду.
В январе 2016 года перешёл в «Гомель», который выбыл в Первую лигу, и по результатам сезона 2016 помог гомельчанам вернуть место в элите. В начале 2017 года стал капитаном команды. В первой половине сезона 2017 выходил в стартовом составе на позиции опорного полузащитника, позднее стал только выходить на замену. В феврале 2018 года продлил контракт с клубом. Сезон 2018 начинал в стартовом составе, позднее стал в основном выходить на замену. В декабре продлил соглашение на следующий сезон. В сезоне 2019 потерял место в составе, только дважды вышел на замену в чемпионате Беларуси. В июле по соглашению сторон покинул «Гомель».
В июне 2019 года пополнил состав мозырской «Славии». В декабре перешёл в дзержинский «Арсенал». В начале сезона 2020 преимущественно выходил на замену, с сентября стал играть в стартовом составе команды. В сезоне 2021 оставался на скамейке запасных и появлялся на поле эпизодически, был играющим тренером команды. В феврале 2022 года окончательно перешёл на тренерскую работу в «Арсенале».

### В сборной
С 2002 по 2004 год был игроком молодёжной сборной Беларуси, с которой выступил на молодёжном ЧЕ в Германии. Также, в 2003 году дебютировал в составе национальной сборной в товарищеском матче с Узбекистаном, где забил свой единственный гол за сборную.

## Достижения
- Чемпион Беларуси: 2004
- Серебряный призёр чемпионата Беларуси (6): 2005, 2006, 2010, 2011, 2012, 2013
- Бронзовый призёр чемпионата Беларуси: 2003
- Обладатель Кубка Беларуси: 2003